# انتقال توده ای
انتقال توده‌ای (bulk movement) نوعی انتقال است که شامل انتقال مقدار زیادی ماده مانند قطرات چربی و ذرات جامد غذایی از طریق غشای سلولی با صرف انرژی می‌شود. فرآیندهای خاصی در انتقال چنین مقادیر زیادی از مواد دخیل هستند که شامل اندوسیتوز و اگزوسیتوز می‌شوند .

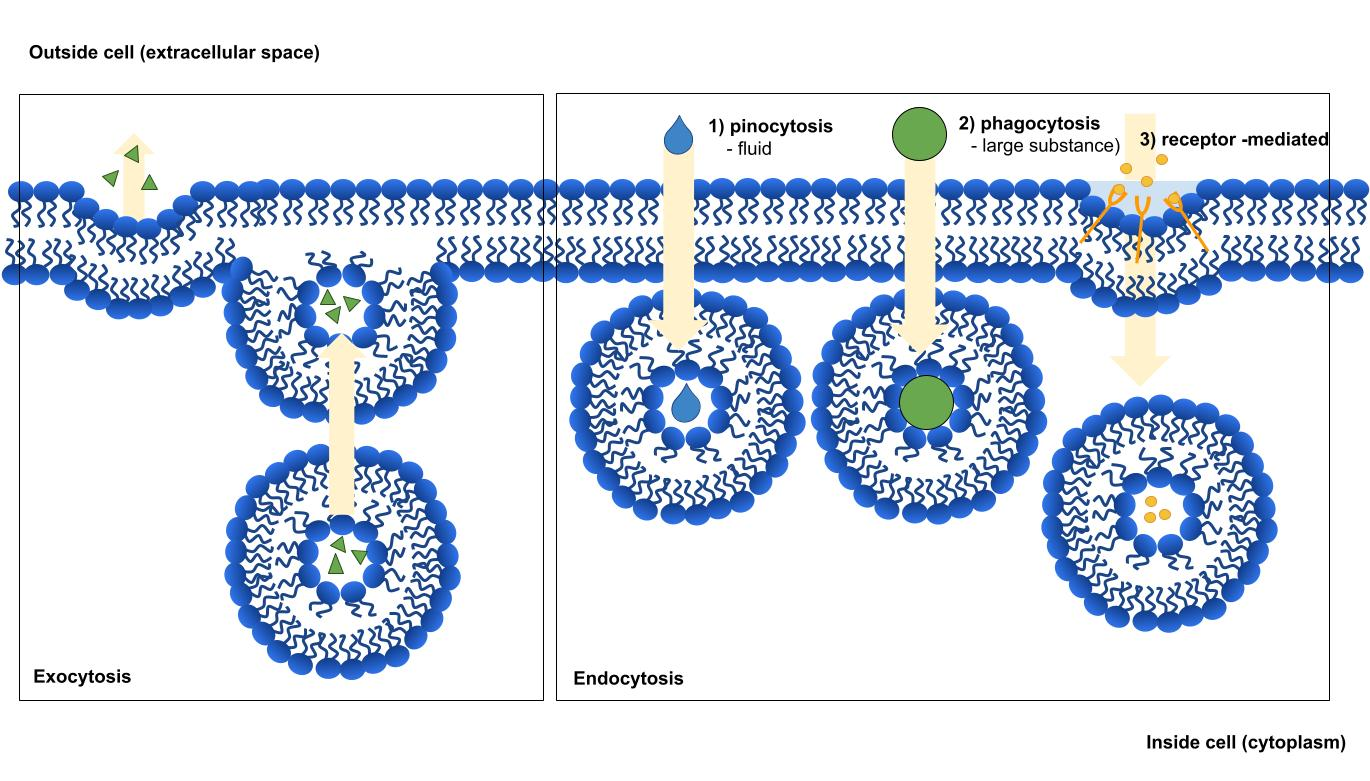
Endocytosis and Exocytosis transporting molecules across the plasma membrane.

## تعریف
فرآیندی است که سلول‌ها برای انتقال مقادیر زیادی از مواد به داخل یا خارج از خود استفاده می‌کنند. این فرآیندها معمولاً شامل تغییر شکل غشای سلولی هستند.

### انرژی‌
برخلاف انتقال‌های غیرفعال، انتقال توده‌ای نیاز به مصرف انرژی (به شکل ATP) دارد.

## اندوسیتوز(درون بری)
نوعی انتقال فعال است که ذراتی مانند مولکول‌های بزرگ، بخش‌هایی از سلول‌ها و... را به داخل سلول منتقل می‌کند. انواع مختلفی از اندوسیتوز وجود دارد، اما همه آنها یک ویژگی مشترک دارند: غشای پلاسمایی سلول فرو می‌رود و یک کیسه در اطراف ذره هدف تشکیل می‌دهد. این کیسه فشرده می‌شود و در نتیجه ذره در یک وزیکول درون سلولی تازه ایجاد شده که از غشاییاخته تشکیل شده است، قرار می‌گیرد.در این نوع انتقال از مساحت غشای یاخته کاسته میشود.

## اگزوسیتوز(برون رانی )
فرآیند انتقال مواد به خارج از سلول، فرآیند اگزوسیتوز است . اگزوسیتوز به این معنی که هدف آن بیرون راندن مواد از سلول به ماده بین یاخته ای است. مواد زائد در یک غشاء احاطه شده و با قسمت داخلی غشای یاخته ادغام می‌شوند. این ادغام امکان خروج مواد زائد به  ماده بین یاخته ای را فراهم می‌کند. نمونه‌های دیگری از سلول‌هایی که مولکول‌ها را از طریق اگزوسیتوز آزاد می‌کنند شامل ترشح پروتيین های ماتریکس سلولی و ترشح انتقال‌دهنده عصبی به شکاف سیناپسی توسط وزیکول‌های سیناپسی است.در این نوع انتقال به مساحت غشای یاخته اضافه میشود 